# Rebecca Ferguson (Sängerin)

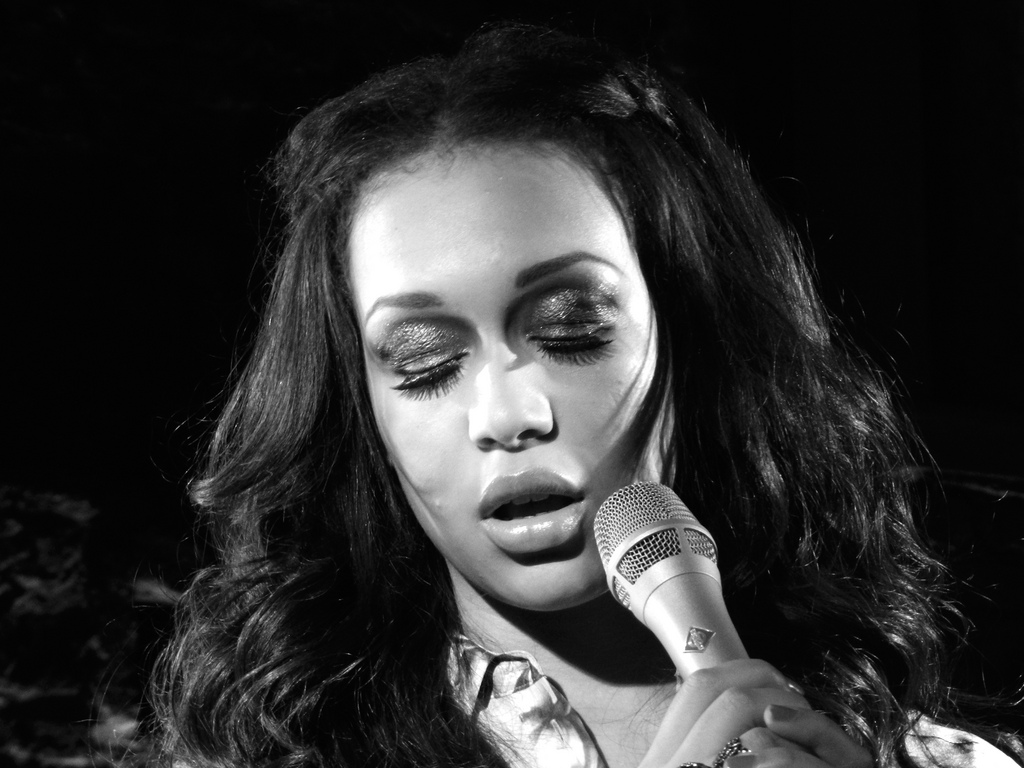
Rebecca Ferguson (2012)

Rebecca Caroline Ferguson (* 21. Juli 1986 in Liverpool) ist eine britische Sängerin.

## Werdegang
Ferguson studierte am Hugh Baird College in Bootle und ist geprüfte Justizsekretärin. Sie nahm zunächst erfolglos an den Castings für The X Factor und P. Diddy’s Starmaker teil. 2010 bewarb sie sich ein weiteres Mal für die siebte Staffel von The X Factor. Dort drang sie bis in das Finale vor, wo sie am 12. Dezember 2010 in der letzten Abstimmung Matt Cardle unterlag. Wie der Sieger und der 3. Platz One Direction erhielt sie nach dem Wettbewerb einen Plattenvertrag mit Sony Music Entertainment.
Ihre Debütsingle Nothing’s Real but Love, die sie zusammen mit Eg White schrieb, erschien am 20. November 2011 und erreichte Platz 10 der UK-Charts. Noch erfolgreicher war das zwei Wochen später veröffentlichte Debütalbum Heaven, das auf Platz 3 kam. Im Frühjahr 2012 wurden Single und Album auch in Europa veröffentlicht und kamen auch dort in die Charts. Das Album erreichte in den deutschsprachigen Ländern jeweils die Top 20 und im Juni auch in den US-Charts Platz 23.
Im Dezember 2013 erschien das zweite Studioalbum Freedom. Für die Show 30 Jahre RTL am 3./4. Januar 2014 und deren Werbekampagne präsentierte sie den Titel Light On.
Im März 2019 erschien das Schiller-Album Morgenstund, auf dem sie das Lied Love singt.

## Diskografie

### Alben
| Jahr | Titel                | Höchstplatzierung, Gesamtwochen, AuszeichnungChartplatzierungen (Jahr, Titel, Platzierungen, Wochen, Auszeichnungen, Anmerkungen) | Höchstplatzierung, Gesamtwochen, AuszeichnungChartplatzierungen (Jahr, Titel, Platzierungen, Wochen, Auszeichnungen, Anmerkungen) | Höchstplatzierung, Gesamtwochen, AuszeichnungChartplatzierungen (Jahr, Titel, Platzierungen, Wochen, Auszeichnungen, Anmerkungen) | Höchstplatzierung, Gesamtwochen, AuszeichnungChartplatzierungen (Jahr, Titel, Platzierungen, Wochen, Auszeichnungen, Anmerkungen) | Höchstplatzierung, Gesamtwochen, AuszeichnungChartplatzierungen (Jahr, Titel, Platzierungen, Wochen, Auszeichnungen, Anmerkungen) | Anmerkungen                             |
| Jahr | Titel                | DE | AT | CH | UK | US | Anmerkungen                             |
| ---- | -------------------- | --- | --- | --- | --- | --- | --------------------------------------- |
| 2011 | Heaven               | DE15 (12 Wo.)DE | AT18 (9 Wo.)AT | CH7 (24 Wo.)CH | UK3 ×2Doppelplatin · (46 Wo.)UK                                                                                                   | US23 (2 Wo.)US | Erstveröffentlichung: 5. Dezember 2011  |
| 2013 | Freedom              | DE54 (3 Wo.)DE | — | CH55 (5 Wo.)CH | UK6 Gold · (13 Wo.)UK | — | Erstveröffentlichung: 29. November 2013 |
| 2015 | Lady Sings the Blues | — | — | CH46 (1 Wo.)CH | UK7 (10 Wo.)UK | — | Erstveröffentlichung: 6. März 2015      |
| 2016 | Superwoman           | — | — | CH91 (1 Wo.)CH | UK7 (4 Wo.)UK | — | Erstveröffentlichung: 14. Oktober 2016  |

### EPs
- 2012: iTunes Festival: London 2012

### Singles
| Jahr | Titel Album                     | Höchstplatzierung, Gesamtwochen, AuszeichnungChartplatzierungen (Jahr, Titel, Album, Platzierungen, Wochen, Auszeichnungen, Anmerkungen) | Höchstplatzierung, Gesamtwochen, AuszeichnungChartplatzierungen (Jahr, Titel, Album, Platzierungen, Wochen, Auszeichnungen, Anmerkungen) | Höchstplatzierung, Gesamtwochen, AuszeichnungChartplatzierungen (Jahr, Titel, Album, Platzierungen, Wochen, Auszeichnungen, Anmerkungen) | Höchstplatzierung, Gesamtwochen, AuszeichnungChartplatzierungen (Jahr, Titel, Album, Platzierungen, Wochen, Auszeichnungen, Anmerkungen) | Höchstplatzierung, Gesamtwochen, AuszeichnungChartplatzierungen (Jahr, Titel, Album, Platzierungen, Wochen, Auszeichnungen, Anmerkungen) | Anmerkungen                             |
| Jahr | Titel Album                     | DE | AT | CH | UK | US | Anmerkungen                             |
| ---- | ------------------------------- | --- | --- | --- | --- | --- | --------------------------------------- |
| 2011 | Nothing’s Real but Love Heaven  | DE64 (2 Wo.)DE | — | CH24 (10 Wo.)CH | UK10 Silber · (11 Wo.)UK | — | Erstveröffentlichung: 20. November 2011 |
| 2012 | Teach Me How to Be Loved Heaven | DE92 (1 Wo.)DE | — | CH66 (2 Wo.)CH | — | — | Erstveröffentlichung: April 2012        |
| 2012 | Glitter & Gold Heaven           | DE68 (2 Wo.)DE | AT51 (3 Wo.)AT | CH36 (6 Wo.)CH | — | — | Erstveröffentlichung: 29. April 2012    |
| 2012 | Backtrack Heaven                | — | — | — | UK15 (4 Wo.)UK | — | Erstveröffentlichung: 14. Oktober 2012  |
| 2013 | I Hope Freedom                  | — | — | — | UK15 (4 Wo.)UK | — | Erstveröffentlichung: November 2013     |
| 2013 | Light On Freedom                | DE40 (4 Wo.)DE | AT41 (1 Wo.)AT | CH52 (4 Wo.)CH | — | — | Erstveröffentlichung: Dezember 2013     |

Weitere Singles
- 2012: Shoulder to Shoulder
- 2015: Get Happy
- 2016: Bones

### Als Gastmusikerin
| Jahr | Titel  | Höchstplatzierung, Gesamtwochen, AuszeichnungChartplatzierungen (Jahr, Titel, Platzierungen, Wochen, Auszeichnungen, Anmerkungen) | Höchstplatzierung, Gesamtwochen, AuszeichnungChartplatzierungen (Jahr, Titel, Platzierungen, Wochen, Auszeichnungen, Anmerkungen) | Höchstplatzierung, Gesamtwochen, AuszeichnungChartplatzierungen (Jahr, Titel, Platzierungen, Wochen, Auszeichnungen, Anmerkungen) | Höchstplatzierung, Gesamtwochen, AuszeichnungChartplatzierungen (Jahr, Titel, Platzierungen, Wochen, Auszeichnungen, Anmerkungen) | Höchstplatzierung, Gesamtwochen, AuszeichnungChartplatzierungen (Jahr, Titel, Platzierungen, Wochen, Auszeichnungen, Anmerkungen) | Anmerkungen                                                          |
| Jahr | Titel  | DE | AT | CH | UK | US | Anmerkungen                                                          |
| ---- | ------ | --- | --- | --- | --- | --- | -------------------------------------------------------------------- |
| 2010 | Heroes | — | — | — | UK1 (7 Wo.)UK | — | Erstveröffentlichung: 21. November 2010 mit X Factor Finalisten 2010 |

## Auszeichnungen für Musikverkäufe
| Goldene Schallplatte - Australien - 2012: für die Single Nothing’s Real but Love |

Anmerkung: Auszeichnungen in Ländern aus den Charttabellen bzw. Chartboxen sind in ebendiesen zu finden.
| Land/RegionAuszeichnungen für Musikverkäufe (Land/Region, Auszeichnungen, Verkäufe, Quellen) | Silber  | Gold     | Platin     | Verkäufe | Quellen     |
| -------------------------------------------------------------------------------------------- | ------- | -------- | ---------- | -------- | ----------- |
| Australien (ARIA)                                                                            | —       | Gold1    | —          | 35.000   | aria.com.au |
| Vereinigtes Königreich (BPI)                                                                 | Silber1 | Gold1    | 2× Platin2 | 900.000  | bpi.co.uk   |
| Insgesamt                                                                                    | Silber1 | 2× Gold2 | 2× Platin2 |          |             |